# Karl Krumbacher
Karl Krumbacher, né le 23 septembre 1856 et mort le 12 décembre 1909, est un érudit allemand spécialiste de la culture byzantine.

## Biographie
Il naquit à Kurnach en Bavière, étudia aux universités de Munich et de Leipzig et devint professeur de langue et de littérature grecques du Moyen Âge et des temps modernes, de 1897 jusqu'à sa mort.
Son travail le plus important est sa Geschichte der byzantinischen Literatur von Justinian bis zum Ende des Ostroemischen Reiches (Histoire de la littérature byzantine de Justinien à la chute de l'Empire d'Orient en 1453), dont une deuxième édition fut publiée en 1897, avec la collaboration d'Albert Ehrhard (la section consacrée à la théologie) et d'Heinrich Gelzer (esquisse générale d'histoire byzantine, 395-1453). La valeur de ce travail est encore relevée par des bibliographies approfondies contenues dans le corps de l'ouvrage et dans un supplément spécial.
Krumbacher fonda également la Byzantinische Zeitschrift (1892) et le Byzantinisches Archiv (1898). Il voyagea beaucoup et fit paraître les conclusions d'un voyage en Grèce dans sa Griechische Reise (1886). On lui doit d'autres travaux comme Casio (1897), traité sur une poétesse byzantine du IXe siècle, avec des extraits ; Michael Glykas (1894) ; « Die griechische Litteratur des Mittelalters » dans Die Kultur der Gegenwart de Paul Hinneberg, in 8° (1905); Das Problem der neugriechischen Schriftsprache (1902), où il s'oppose énergiquement aux tentatives des puristes d'introduire le style classique dans la littérature grecque moderne, et Populäre Aufsätze (1900).
Il reçut le titre de docteur honoris causa de l'université Jagellonne de Cracovie en 1900.

## Œuvres
- Une liste de ses travaux est parue dans la Byzantinische Zeitschrift 19 (1910) pages 700-708.

## Sources et bibliographie
- (en) Cet article est partiellement ou en totalité issu de l’article de Wikipédia en anglais intitulé « Karl Krumbacher » (voir la liste des auteurs).
- (en) « Karl Krumbacher », dans Encyclopædia Britannica [détail de l’édition], 1911 (lire sur Wikisource).
- Karl Dieterich, « Zum Gedächtnis an Karl Krumbacher », In: Neue Jahrbücher für das Klassische Altertum. Geschichte und Literatur 13 (1910) p. 279-295.
- August Heisenberg (de), « Karl Krumbacher », dans Allgäuer Geschichtsfreund N.F. 24 (1925) p. 1-26.
- Franz Dölger, « Karl Krumbacher », dans Chalikes. Festgabe für die Teilnehmer am XI. Internationalen Byzantinistenkongreß, Munich 1958, p. 121-135.
- Johann Aufhauser, « Karl Krumbacher. Erinnerungen », Ibid., p. 161-187.
- Peter Wirth, « Krumbacher, Karl », dans Biographisches Lexikon zur Geschichte Südosteuropas II (1976) p. 515-516.
- Günther Prinzing, « Ad fontem. Zum Gründungsjahr des Münchner Seminars für Mittel - und Neugriechische Philologie », dans Dietram Müller (éditeur), 40 Jahre Deutsch-Griechische Gesellschaft Wiesbaden 1959-1999, Wiesbaden 1999, p. 14-16.